# Marin Sanudo
Marin Sanudo, conocido también por su nombre italianizado Marino Sanuto el joven, para diferenciarlo de su antepasado Marino Sanuto el viejo, (Venecia, 22 de mayo de 1466 - ibídem, 4 de abril de 1536) fue un historiador y cronista italiano.

## Biografía

### Primeros años
Sanudo nació en Venecia en la parroquia de San Giacomo dall’Orio y fue hijo del senador veneciano Leonardo Sanudo y su tercera esposa Letizia Venier di Pellegrino. Su familia poseía el Palazzo Sanudo situado en el Gran Canal, el cual posteriormente sería la Fontego dei Turchi y en la actualidad alberga el Museo de Historia Natural de Venecia. 
A la muerte de este en 1476, mientras servía de diplomático de la República Serenísima en Roma, el joven Marin fue internado en un orfanato cuando contaba con 10 años de edad. En esta época perdió la fortuna heredada a causa de la mala administración de su tutor y pasó muchos años penurias económicas.

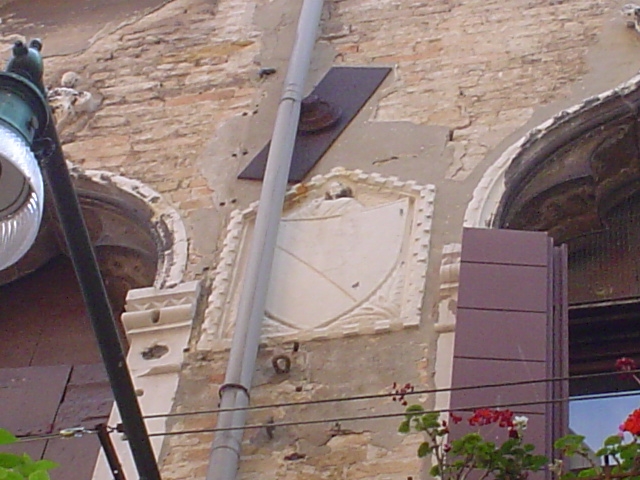
Fachada del Palazzo Sanudo con el escudo de armas de la familia.

Compuso su primera obra cuando tenía 15 años, en 1481, el Memorabilia Deorum Dearumque, en latín, dedicada a un tío suyo que conocemos a través de la extensa cita del autor a éste en su Storia sulla guerra di Ferrara. 
En 1483, acompañó a su primo Mario, que era uno de los tres sindici inquisitori (delegados para decidir las apelaciones sobre las decisiones de los rettori), a un viaje a Istria y otras provincias venecianas, donde escribió sus experiencias en un diario. Con detalle, examinó bibliotecas, copió inscripciones y relató sus encuentros con personajes ilustrados que se iba encontrando por el camino. Del resultado de este viaje, se produjo la publicación de su Itinerario per la terraferma veneziana y una colección de inscripciones latinas.

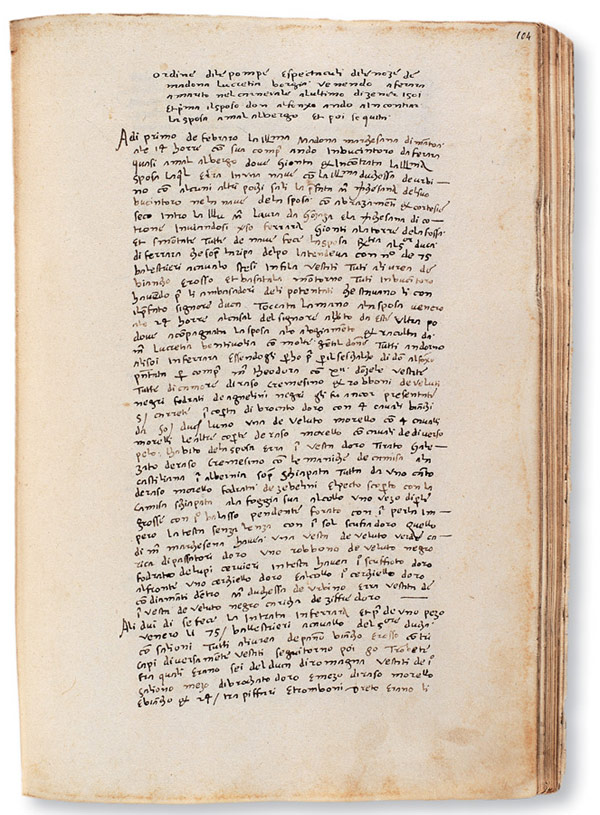
Texto manuscrito por Marin Sanudo.

### Primeras obras
El 23 de octubre de 1484 recibió la bolla d'oro, símbolo de su ingreso como miembro del Maggior Consiglio, con solo 20 años (aunque la edad mínima para pertenecer al consejo era de 25 años) gracias a los méritos ejercidos en favor de la República.
Este es un momento de gran producción escrita del joven autor, en el que realiza ensayos y estudios como:
- Notatorio di Collegio
- Elenco degli ordini religiosi in Venezia
- Lettera del Petrarca nuovamente ritrovata
- Descrizione della Patria del Friuli

También lleva a cabo una colección de epitafios y epígrafes titulada Dissertazione sulle Metamorfosi di Ovidio, y Vita dei Pontefici, un ensayo basado en la traducción de Liber Secretorum fidelium crucis escrito por su ilustre antepasado el geógrafo Marino Sanuto de Torcello.
En 1498 fue nombrado senador, lo que le sirvió para su trabajo como historiador porque anotaba todo lo que se decía en aquellas asambleas y obtuvo permiso para estudiar el archivo secreto del estado veneciano.

### Consolidación artística
Compuso una obra de gran importancia historiográfica, La spedizione di Carlo VIII in Italia, que el propio Sanudo consideraba fundamental dentro de su obra. 
Pero su mayor obra será la elaboración de los Diarii, una crónica detallada de los hechos y eventos producidos en los años de su vida, que iba describiendo minuciosamente y que componían una magnífica perspectiva de la historia de la ciudad adriática. Los Diarii constituyen una obra, insuficientemente estudiada, compuesta de 58 volúmenes que repasa lo acontecido en Venecia entre el 1 de enero de 1496 y septiembre de 1533. A causa de las relaciones entre la República Veneciana y el resto de Europa y Oriente, los diarios de Sanudo son prácticamente una crónica universal y una incalculable fuente de información para los historiadores de ese periodo.

### Vida privada

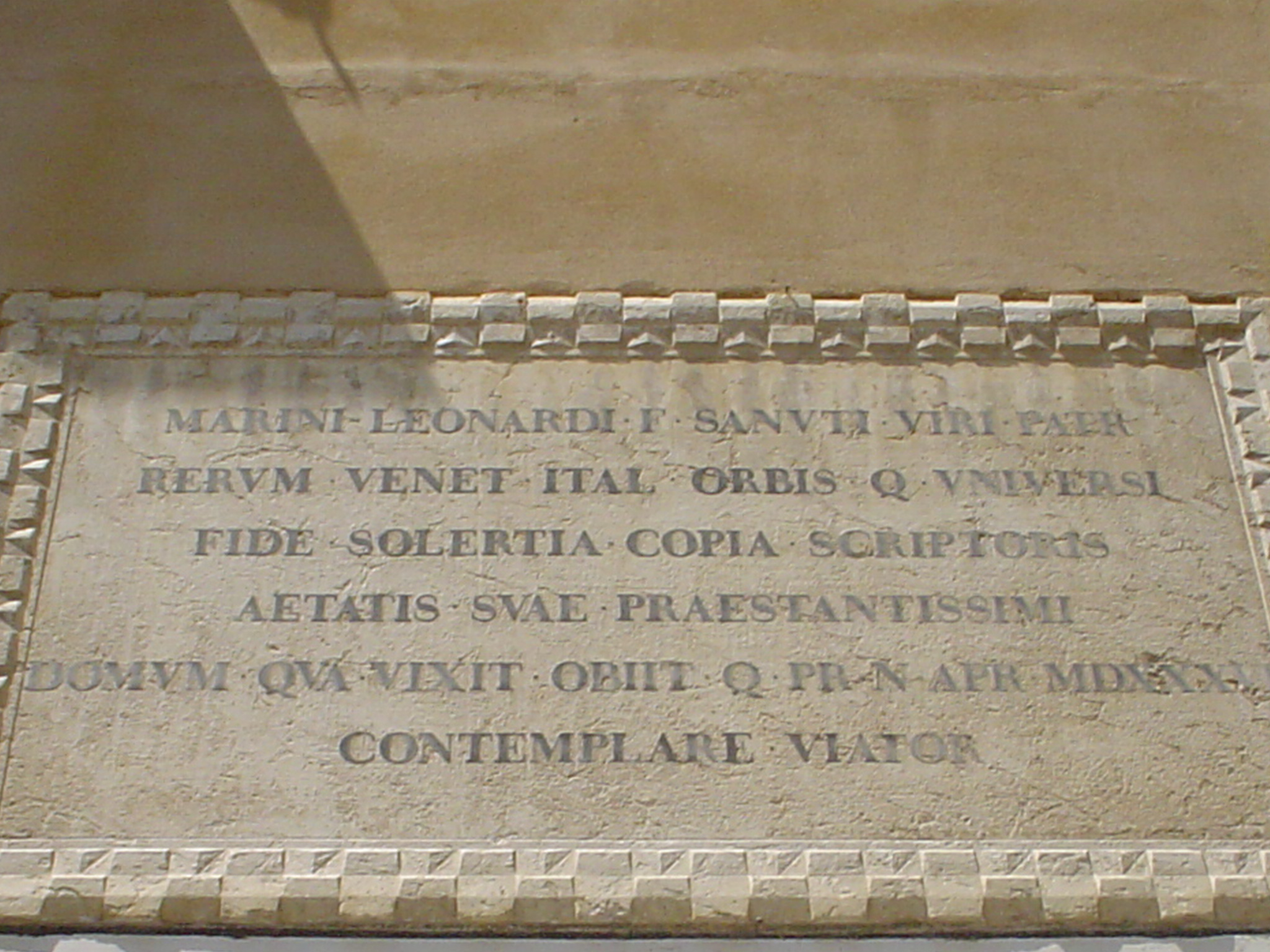
Inscripción conmemorativa en la casa familiar.

Se casó el 15 de febrero de 1505 con Cecilia Priuli di Costantino, viuda de Girolamo Barbarigo di Francesco, que ya tenía una hija, Elena, casada en 1510 con Vincenzo Malipiero di Andrea. Marin Sanudo no tuvo hijos legítimos pero sí dos hijas naturales de las que se desconocía la madre.
Entre los años 1510 y 1516 fue representante de la República en varias misiones, especialmente para la recaudación de tributos en ciudades como Mestre, Treviso, Chioggia, Legnaro o Padua.
En 1516, no vuelve a ser reelegido como miembro del Senado y su disgusto ocupa una página entera en su diario el 23 de abril de dicho año.
Tuvo otra gran desilusión cuando fue designado Andrea Navagero como historiador oficial de Venecia en sustitución de Marco Antonio Cocio Sabelico y a pesar de la muerte de Navagero en 1529 tampoco pensaron en él y lo sucedió Pietro Bembo. 
Continuará su vida dedicándose a la elaboración de sus diarios y la ampliación de su biblioteca, especialmente rica en incunables como las cronache di Altino, unas Storia di Venezia y algunas obras de Angelo Poliziano y Ovidio, dedicadas por su amigo Aldo Manucio.
Solo en 1531 el Senado le reconocerá su labor concediéndole una pensión de 150 ducados de oro al año. En septiembre de 1533 debido a un empeoramiento de su salud abandonó su diario. Falleció en Venecia en 1536.